# Psyttalia tamurensis
Psyttalia tamurensis är en stekelart som först beskrevs av Fischer 1966.  Psyttalia tamurensis ingår i släktet Psyttalia och familjen bracksteklar. Inga underarter finns listade i Catalogue of Life.